# Qinhuangdao
Qinhuangdao (chinois simplifié : 秦皇岛 ; chinois traditionnel : 秦皇島 ; pinyin : Qínhuángdǎo ; Wade : Ch'in²-huang²-tao³) est une ville de l'est de la province du Hebei en Chine. La ville se situe sur les rives de la mer de Bohai. Qinhuangdao est l'une des premières villes côtières ouvertes en Chine. C'est une ville touristique connue grâce à l'histoire légendaire de l'empereur Qin Shi Huang qui est venu dans la ville pour chercher la source de l'immortalité. La ville porte donc le nom de Qin Huang, ainsi que les lieux touristiques comme l'accès à la « Mer Immortelle »（求仙入海处). Qinhuangdao est le huitième port mondial avec 244 millions de tonnes en 2009.

## Histoire
Le nom de la ville, "Qinhuangdao", signifie littéralement "l'île de Qin Shi Huang" et proviendrait de la légende selon laquelle la zone panoramique de Jieshishan, dans le Xian de Changli, aurait été le site du célèbre rituel de Qin Shi Huang lors de sa quatrième et dernière tournée vers l'est (东巡) en 210 avant Jésus-Christ. L"île" fait référence à la zone de Nanshan du port de Qinhuangdao, à l'extrémité sud du district de Haigang, qui était une petite île au large jusqu'à la fin de la dynastie Qing, lorsque le déversement de boues de dragage l'a reliée au continent après que l'Empereur Guangxu a approuvé la construction du port à la fin du 19e siècle.
Au XIXe siècle, Qinhuangdao comprenait les villes distinctes de Qinhuangdao et de Tanghe, toutes deux situées le long de la voie ferrée Pékin-Mukden. La conception et la construction du nouveau port de Ching Wang Tao dans le Golfe de Bohai ont été entreprises par l'association de Sir John Wolfe-Barry et du lieutenant-colonel Arthur John Barry au début du XXe siècle.
Au début de la guerre civile chinoise, les forces de l'Armée nationale révolutionnaire de Du Yuming ont débarqué dans la ville au début de l'offensive du gouvernement nationaliste contre le Parti communiste chinois dans la Mandchourie occupée par les Soviétiques. Elles n'ont pas pu débarquer plus au nord car les autres ports étaient soit occupés par l'Union soviétique, soit déjà occupés par les forces militaires qui allaient devenir l'Armée populaire de libération.
Le Stade de Qinhuangdao a été utilisé comme l'un des sites des Jeux olympiques d'été de 2008.

## Lieux touristiques
- Le musée océanographique
- Le zoo de Qinhuangdao
- Le lac Yansai et la Jungle des oiseaux
- vieille tête de dragon (zh-yue), un château situé sur une plage.
- Temple Meng Jiangnü
- Stade de Qinhuangdao

## Économie
En 2006, le PIB total a été de 55,14 milliards de yuans, et le PIB par habitant de 42 819 yuans.

## Transports
La ville est desservie par l'aéroport de Qinhuangdao Shanhaiguan.
Une expérimentation du bus de transit élevé (空中巴士, kōngzhōng bāshì, « bus aérien » ou 空中阁楼, kōngzhōng gélóu, « comble aérien »), également appelé en anglais : Transit Elevated Bus (TEB) y est mené depuis août 2016. Il s'agit d'un projet innovent, ou un moyen de transport en commun sous forme de tramway surélevé, surplombe la chaussée, laissant ainsi les voitures circuler sous le véhicule.

## Sport
Club de football Hebei China Fortune Football Club promu en Chinese Super League pour la saison 2016

## Éducation
Collèges et universités :
- Université de Yanshan
- Université du Nord-Est

Lycée public :
- Premier lycée de Qinhuangdao
- Lycée expérimental de Qinhuangdao

## Subdivisions administratives
La ville-préfecture de Qinhuangdao exerce sa juridiction sur sept subdivisions - trois districts, trois xian et un xian autonome :
- le district de Haigang - 海港区 Hǎigǎng Qū ;
- le district de Shanhaiguan - 山海关区 Shānhǎiguān Qū ;
- le district de Beidaihe - 北戴河区 Běidàihé Qū ;
- le xian de Changli - 昌黎县 Chānglí Xiàn ;
- le xian de Funing - 抚宁县 Fǔníng Xiàn ;
- le xian de Lulong - 卢龙县 Lúlóng Xiàn ;
- le xian autonome mandchou de Qinglong - 青龙满族自治县 Qīnglóng mǎnzú Zìzhìxiàn.